# Franz-Wilhelm Heimer

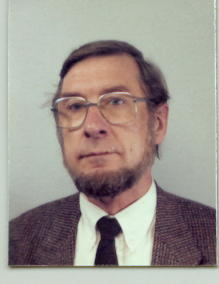
Franz-Wilhelm Heimer

Franz-Wilhelm Heimer (* 12. April 1930 in Dortmund) ist ein deutscher Sozialwissenschaftler, der sich insbesondere mit Afrika beschäftigt.

## Leben
Franz-Wilhelm Heimer wuchs als ältester Sohn eines Volksschullehrers im Rheinland auf, zunächst in Brühl und dann in Frechen. Während des Zweiten Weltkriegs besuchte er in Köln die Oberschule in der Spiesergasse (später umbenannt in Albertus-Magnus-Gymnasium), nach Kriegsende dann das Friedrich-Wilhelm-Gymnasium. Als Gymnasiast trat er dem Bund Neudeutschland bei. In den 1950er Jahren studierte er mit Blick auf das Lehramt an Höheren Schulen an der Universität Köln Romanistik und Anglistik, Philosophie und Pädagogik. 1955 ging er als Stipendiat der französischen Regierung zur Vorbereitung einer Staatsarbeit über sprachliche Eigenheiten französischer Jugendbewegungen für ein Jahr nach Paris. Zugleich arbeitete er dort als Europasekretär am Weltsekretariat der Internationalen Katholischen Studierenden Jugend, Dabei lernte er die brasilianische Juristin Maria de Lourdes Oliveira Santos kennen, die er 1958 heiratete. Im selben Jahr legte er sein erstes Staatsexamen ab; anschließend absolvierte er in Köln eine zweijährige Referendarzeit, machte sein zweites Staatsexamen 1960 und trat in den Schuldienst des Landes Nordrhein-Westfalen ein.
Nach einigen Monaten als Studienassessor in Duisburg ging er Anfang 1961 als DAAD-Lektor nach Brasilien, an die universitätsunabhängige Philosophisch-Naturwissenschaftliche Fakultät in São José do Rio Preto im Bundesstaat São Paulo. Als Assistent am Lehrstuhl für deutsche Sprache und Literatur beteiligte er sich am Aufbau der erst 1957 gegründeten und unter einfachsten Bedingungen arbeitenden Fakultät. Daneben engagierte er sich in der sozialpolitischen Bewegung Ação Popular und organisierte örtliche Initiativen der Alphabetisierung und Erwachsenenbildung, die sich in Konzeption und Methode am brasilianischen Pädagogen Paulo Freire orientierten.
Nach dem Militärputsch im April 1964 wurde Heimer zusammen mit anderen sozial oder politisch engagierten Dozenten und Studenten der Fakultät wochenlang inhaftiert. Anschließend wechselte er aufgrund des von den Militärs verhängten „Berufsverbots“ für São José do Rio Prêto zum Goethe-Institut und wurde Leiter von dessen Dozentur in Belo Horizonte. Angesichts der Bedrohung durch inzwischen laufende politische Verfahren ging er jedoch bereits 1965 – nach der Geburt seines vierten Kindes – mit der Familie nach Deutschland zurück, verließ den Schuldienst und wurde in Freiburg im Breisgau als Wissenschaftlicher Mitarbeiter am Arnold-Bergstraesser-Institut für kulturwissenschaftliche Forschung (ABI) tätig, das der Universität Freiburg angegliedert ist.
Sein Arbeitsgebiet sind seither im weitesten Sinne die Entwicklungsprobleme der Dritten Welt. Zunächst beschäftigte er sich besonders mit den Beziehungen zwischen Erziehung und Entwicklung und übernahm zeitweise die Koordinierung der entsprechenden Abteilung im ABI. Sein regionaler Schwerpunkt war anfangs Lateinamerika und insbesondere Brasilien. Neben verschiedenen Studien übersetzte er zusammen mit Johannes Augel das Buch „Revolution für den Frieden“ des brasilianischen Bischofs und Befreiungstheologen Dom Hélder Câmara. Sehr bald aber wechselte sein Schwerpunkt zu Afrika südlich der Sahara, und zwar in einer ersten Phase Zentralafrika (Ruanda, Burundi, Kongo (Brazzaville) und Kongo (Kinshasa)), in einer zweiten Angola und Mosambik. In diesem Zusammenhang gründete und leitete er in den 1970er Jahren den Arbeitskreis Portugiesischsprachiges Afrika (APSA), ein informelles deutschsprachiges Forum, an dem auch zahlreiche nichtdeutsche (besonders afrikanische) Spezialisten teilnehmen; 1980 organisierte er in Bad Homburg die erste internationale Tagung zur Gesamtheit der portugiesischsprachigen Länder Afrikas, die nach deren Entkolonisierung stattfand.
Parallel zu seinen Forschungsarbeiten studierte Heimer an der Universität Freiburg Politikwissenschaft, Soziologie und Erziehungswissenschaft; in diesen Fächern promovierte er 1979 mit einer (bei Dieter Oberndörfer geschriebenen) Dissertation über den Entkolonisierungskonflikt in Angola, ein Land, in dem er 1967–1974 wiederholt Forschungsaufenthalte durchgeführt hatte. Seine Analyse des Themas erfolgt hier auf dem Hintergrund des Bemühens, die Entstehung und Struktur von zusammenhängenden Gesamtgesellschaften in den Territorien zu erfassen, die von den Kolonialmächten willkürlich abgegrenzt wurden. Diese Fragestellung, besonders aber die der nachkolonialen Weiterentwicklung dieser Gesellschaften ist seither eine Konstante in Heimers Arbeit.
Unmittelbar nach der Promotion übernahm er Lehraufträge in Politik- bzw. Erziehungswissenschaft an den Universitäten Frankfurt und Freiburg, ging aber bereits Ende 1980 – zunächst mit Förderung durch den DAAD – als Professor für Entwicklungssoziologie an das ISCTE – Instituto Universitário de Lisboa, die Lissaboner Hochschule für Sozial- und Betriebswissenschaften sowie Technologie. Dort war er maßgeblich am Aufbau des heute in Portugal wichtigsten Universitätsschwerpunkts für Afrikastudien beteiligt, von der Gründung eines Forschungszentrums schon 1981, das er lange Zeit leitete, über die Einrichtung postgraduierter Studiengänge ab 1990 bis zur Errichtung einer – zunächst von ihm geleiteten – Zentralbibliothek für Afrikastudien ab 2003. Darüber hinaus setzte er sich ganz allgemein für die Entwicklung der Afrikastudien in Portugal ein, nicht zuletzt auch für deren internationale Vernetzung. So etwa in AEGIS, dem europäischen Netzwerk für Afrikastudien, dessen Vorstandsmitglied Heimer während mehrerer Jahre war.
Seit 1984 ist Heimer in zweiter Ehe verheiratet mit der Angolaportugiesin und Afrikanistin Elisete Marques da Silva und lebt in Lissabon in Belém.
Seine Arbeiten, verbunden mit vielfältigen Aufenthalten in mehreren Ländern Lateinamerikas und etwa zwanzig Ländern Afrikas, konzentrieren sich – über seine Emeritierung im Jahre 2000 hinaus – vor allem auf die politische Soziologie der fünf portugiesischsprachigen Länder (neben Angola besonders Mosambik, aber auch Guinea-Bissau, die Kapverden und São Tomé und Príncipe). Er geht hierbei konsequent interdisziplinär-sozialwissenschaftlich vor und greift auf Ansätze nicht nur aus Politikwissenschaft und Soziologie, sondern auch aus der Geschichtswissenschaft, der Sozialanthropologie und Sozialpsychologie sowie der Wirtschaftswissenschaft zurück. Ein besonderes Interesse hat er aus diesen Arbeiten heraus am Bereich der politischen Kultur und Fragen der sozialen Identität entwickelt.
Im Jahre 2000 wurde Heimer wegen Erreichung der in Portugal bestehenden Altersgrenze pensioniert, betreute allerdings bis 2016 eine Reihe von Doktoranden und MA-Kandidaten. Seine Pensionierung als Professor berührte seine Forschungsarbeit nicht. Als sich das CEA 2014 auflöste bzw. in einem neu gegründeten Centro de Estudos Internacionais (Zentrum für internationale Studien) aufging, dessen Interessen sämtliche Kontinente umfassen, trat Heimer dieser neuen Institution als investigador (Forscher) bei.

## Schriften (Auswahl)
- (mit Theodor Hanf, André Benoit, Patrick V. Dias) Möglichkeiten beruflicher Ausbildung in Burundi, Kongo-Brazzaville, Kongo-Kinshasa und Rwanda, 5 Bde., Freiburg i.Br.: Arnold-Bergstraesser-Institut,  1968
- (mit Maria de Lourdes Heimer und Mara Ramos) Neuere Studien zur Politik Brasiliens 1960–1967. Freiburg: Mühlhans, 1968
- (mit Patrick V. Dias, Theodor Hanf, William M. Rideout) Les étudiants universitaires congolais: Une enquête sur leurs attitudes socio-politiques, Düsseldorf: Bertelsmann Universitätsverlag, 1971
- (Hrsg.) Social Change in Angola. München: Weltforum Verlag, 1973
- Der Entkolonisierungskonflikt in Angola. München: Weltforum Verlag, 1979
- (mit Elisete Marques da Silva) Politische Entwicklung und Situation der katholischen Kirche im nachkolonialen Angola. Freiburg: Arnold-Bergstraesser-Institut, 1983.
- Educação e sociedade nas áreas rurais de Angola: Resultados de um inquérito, vol. 1, Apresentação do inquérito. Estatísticas descritivas, relatório de investigação, Missão de Inquéritos Agrícolas de Angola, Luanda, 1972.
- Educação e sociedade nas áreas rurais de Angola: Resultados de um inquérito, vol. 2, Análise do universo agrícola,  Serviços de Planeamento e Integração Económica de Angola, Luanda, 1974.
- (mit André Benoit): Bildung, Forschung und Dokumentation im Dienste der lateinamerikanischen Gewerkschaftsbewegung, 3 Bde., Freiburg; Arnold-Bergstraesser-Institut, 1976 (spanische Fassung: La formación, investigación y documentación al servicio del movimiento de los trabajadores, 3 vol., ibidem, 1976.)
- Die politische und gesellschaftliche Entwicklung in Mosambik als Rahmenbedingung der katholischen Kirche. Freiburg: Arnold-Bergstraesser-Institut, 1984.
- (mit Elisete Marques da Silva) Vundiça: Wandel und Kontinuität in Reproduktion und Inkorporation eines ländlichen Gesellschaftssegments in Mosambik. In: P. Meyns (org.), Agrargesellschaften im portugiesischsprachigen Afrika, Saarbrücken & Fort Lauderdale: Breitenbach, 1988, S. 128–154.
- Staatenwerdung und soziale Identität im portugiesischsprachigen Afrika. In: M. Kuder (Hg.), Zivilisation, Sprache und Literatur der afrikanischen Staaten portugiesischer Sprache, Sondernummer 2 der DASP-Hefte, 1988, SS. 9–40.
- (mit Jorge Vala-Salvador und José Manuel Leite Viegas) Padrões de cultura política em Portugal: Atitudes face à democracia. In: Análise Social, 25 (1-2) 105-106, 1990, S. 31–56.
- Deutsche Wissenschaftsmigranten in Portugal. In: E. Demm (Hg.), Deutscher Brain Drain, europäische Hochschulsysteme und Hochschulreform, Bonn: Friedrich-Ebert-Stiftung, 2002, S. 155–164.
- (mit Paulo de Carvalho & Víctor Kajibanga) Angola. In: D. Teferra & P. Altbach (Hg.), African Higher Education: An International Reference Handbook, Bloomington & Indianapolis: Indiana University Press, 2003, S. 162–175.
- “Dinâmicas políticas dos países africanos de língua portuguesa”, wiss. Mitteilung,  VIII. Congresso Luso-Afro-Brasileiro em Ciências Sociais, Centro de Estudos Sociais da Universidade de Coimbra, 2004 hier (PDF-Datei; 204 kB)
- (mit Elisete Marques da Silva & Gabriel Mithá Ribeiro) Social representations, values and attitudes towards politics in Angola and Mozambique. In: P. Molt & H. Dickow (Hg.) Kulturen und Konflikte im Vergleich. Comparing Cultures and Conflicts, Baden-Baden: Nomos, 2006, S. 492–512.
- (mit Cristina Udelsmann Rodrigues & Carlos Manuel Lopes) Angola Country Report. In: Bertelsmann Stiftung (Hg.), Transformation Index 2012: Political Management in International Comparison, Gütersloh: Verlag Bertelsmann Stiftung, 2012, 49 S. (s. auch http://www.bti-project.org/country-reports/esa/ago/)